# Каллімах (полемарх)

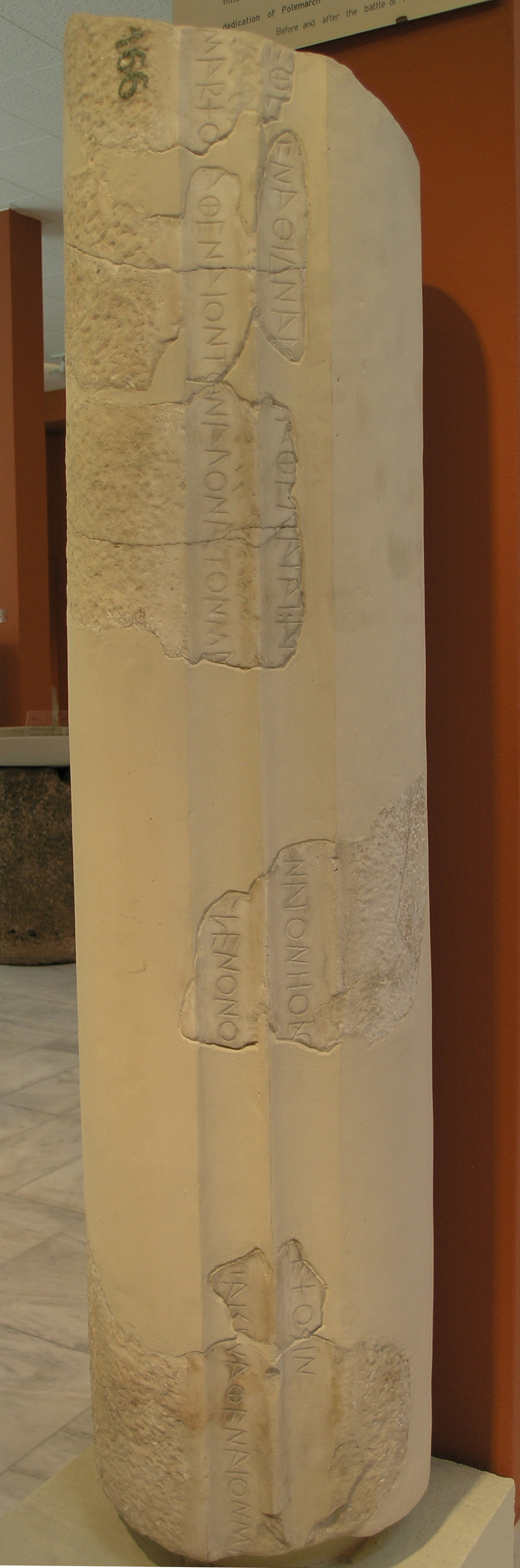
Присвята на колоні полемарху Каллімаху після Марафонської битви, 490 до н. е.

Каллімах (грец. Καλλίμαχος) — афінський полемарх, обіймав цю посаду у 490 до н. е., напередодні Марафонської битви.

## Біографічні відомості
Полководець Мільтіад переконав Каллімаха у необхідності битви, проте вирішальне слово залишалось за останнім. Не зважаючи на те, що голоси стратегів поділились порівну, Каллімах все ж вирішив прийняти бій.
Відомо, що відповідно до афінської стратегії, полемарх завжди мав вести правий фланг. Ліва та права фаланги оточили персів, що проривались до центру, і лише завдяки цьому умілому маневру греки здолали численне військо персів, втративши 192 особи проти 6 тисяч втрат персів.
Хоча Марафонська битва й обернулась на славетну перемогу греків, полемарх Каллімах загинув під час бою.

## Вшанування пам'яті
На знак вшанування пам'яті про великого полководця та вдячності за прийняте ним доленосне рішення для всієї Еллади стародавні афіняни звели на Акрополі статую богині Ніки, яку дослідники називають Каллімаховою, оскільки вважають пам'ятником подвигу полководця. Донині статуя не збереглась повністю, проте археологи віднайшли кілька фрагментів.
У жовтні 2010 року на честь святкування 2500-років перемоги під Марафоном статуя Каллімаху була відновлена і представлена в Новому музеї Акрополя у відділі архаїчного мистецтва. Висота статуї 4,68 м, усі збережені фрагменти прикріплені та металевого стержня на своєму первісному місці, тому скульптура загалом максимально наближена до оригіналу.
Оскільки археологічні дослідження на Афінському акрополі все ще тривають, не виключено, що нові фрагменти будуть знайдені, тоді реставратори додадуть їх до статуї. Поруч зі скульптурою представлена реконструкція, виконана грецьких фахівцями, вона показує, який вигляд скульптура могла мати в давнину.
Крім того герої битви Каллімах та Мільтіад зображені на рельєфі із батальною сценою Стоа Пікіле.